# Headington
Headington är en stadsdel i östra Oxford i distriktet Oxford i grevskapet Oxfordshire i England i Storbritannien. Bebyggelsen ligger omkring kullen Headington Hill och den stora landsvägen österut mot London från Oxford, London Road.

## Historia
Området visar spår av att ha varit befolkat sedan stenåldern. En utgrävning på Barton Lane Road 2001 visade spår av bosättningar från 1000-talet före vår tideräkning. På herrgårdens område har krukskärvor från en järnåldersbosättning från 600-talet f.v.t. hittats. Andra arkeologiska spår är romerska brännugnar från omkring år 300, varav en finns utställd på Museum of Oxford. Rester av anglosaxiska gravar från omkring år 500 har också hittats.
Byn nämndes i Domedagsboken (Domesday Book) år 1086, och kallades då Hedintone.
Namnet Headington kommer från det gammalengelska Hedena's dun, med betydelsen "Hedenas kulle", då ett palats eller en jaktstuga för kungarna av Mercia fanns på platsen. Kung Ethelred II av England undertecknade ett dokument 1004 på platsen "Headan dune", där han skänkte mark till St Frideswides klosterkyrka, inklusive stenbrottet med omgivningar.
Henrik I av England skänkte ett kapell i Headington till augustinorden 1122. Saint Andrew's Church uppfördes i mitten av 1100-talet och utvidgades på 1200-talet. Klocktornet tillkom omkring år 1200 och färdigställdes i sin huvudsakliga nuvarande form omkring år 1500. Större renoveringar genomfördes under 1600-talet och 1700-talet. Under J.C. Bucklers ledning restaurerades kyrkan i nygotisk stil från 1862 till 1864. 
Headington växte kraftigt under början av 1900-talet då stora bostadsområden uppfördes omkring den medeltida bykärnan. Den äldre bybebyggelsen omkring St Andrew's Church kallas idag Old Headington. 1927 blev Headington ett oberoende stadsdistrikt och 1929 införlivades det med Oxfords stad. Den modernare bebyggelsen på andra sidan London Road från Old Headington kallas New Headington.
Headington var en civil parish fram till 1929 när blev den en del av St Giles and St John, Stowood, Horspath, Forest Hill with Shotover och Elsfield. Civil parish hade 5 328 invånare år 1921.
Fotbollsklubben Oxford United FC grundades 1893 under namnet Headington F.C., med tillnamnet United efter sammangåendet med Headington Quarry 1911. Fram till 2001 spelade klubben sina matcher på Manor Ground vid London Road, men flyttade detta år till den nybyggda Kassam Stadium nära Blackbird Leys. Manor Ground-stadion revs därefter och är idag plats för ett privatsjukhus.
Sedan 2002, då en ny distriktsindelning genomfördes i Oxford, skapades Headington som en gemensam administrativ stadsdel som omfattade båda sidor av London Road, med två representanter i Oxfords stadsfullmäktige.

## Byggnader och sevärdheter
Headington är en stor och växande stadsdel i Oxford. I området finns många arbetsplatser inom medicin samt forskning och utbildning. Headingtons centrum har ett omfattande utbud av kaféer, butiker, pubar, restauranger och andra tjänsteföretag. Här ligger också Oxford Brookes Universitys huvudcampus, Ruskin College och flera av Oxfords största sjukhus, John Radcliffe Hospital, Nuffield Hospital och Churchill Hospital.
Headington är känt för landmärket The Headington Shark, en skulptur i form av en haj stickande ut genom taket på ett radhus. Konstverket skapades av konstnären John Buckley för den lokala radioprofilen Bill Heine 1986 och orsakade ursprungligen stort motstånd från de lokala myndigheterna, men har sedan dess blivit en populär sevärdhet.
Flera parkytor finns i området, bland dessa Headington Hill och Bury Knowle Park. I närheten finns Shotover Hill, ett hed- och skogsområde med utsikt över Oxfordshires landskap och listat som ett område av särskilt vetenskapligt intresse. Ängen Warneford Meadow är sedan 1918 allmänning och har därför kunnat undgå exploatering.

## Kommunikationer
Headington ligger i direkt anslutning till den nationella landsvägen A40 och den anslutande A420.

## Kända invånare
- Brian Aldiss, science fiction-författare.
- Isaiah Berlin, politisk teoretiker och idéhistoriker.
- C. S. Lewis, författare till böckerna om Narnia, bodde här från 1921 till 1930. Lewis är begravd vid Holy Trinity Church i närbelägna Headington Quarry.
- Robert Maxwell, medieentreprenör och politiker.
- William Morris, konstnär och formgivare.
- J. R. R. Tolkien, författare till Bilbo och Sagan om Ringen, bodde på 76 Sandfield Road från 1953 till 1968.
- Emma Watson, skådespelare, är bosatt i Headington och gick i Headington School.